# Louisa Matthíasdóttir
Louisa Matthíasdóttir, née le 20 février 1917 à Reykjavik et morte le 26 février 2000 à Delhi (New York), est une peintre islando-américaine.

## Biographie
Louisa naît le 20 février 1917 à Reykjavik. Elle montre ses capacités artistiques dès son plus jeune âge et étudie d'abord au Danemark, puis à Paris sous la direction de Marcel Gromaire. Ses premières peintures, datent de la fin des années 1930, l'établissent comme une figure de proue de la communauté avant-gardiste islandaise (dont beaucoup se réunissent dans une maison de Reykjavík appelée Unuhús). Dans ces tableaux, les sujets sont peints avec un large pinceau, mettant l'accent sur la forme géométrique. Ces peintures montrent déjà une grande partie du caractère de l'œuvre mature de Louisa, mais sont plus sobres en couleur[réf. souhaitée].
Son déménagement à New York en 1942 est suivi d'une période d'études  sous la direction de Hans Hofmann, ainsi que d'autres peintres dont Robert De Niro, Sr. (père de l'acteur) et Jane Freilicher. En 1944, elle épouse le peintre Leland Bell, et jusqu'à la mort de ce dernier en 1991, ils bénéficient d'un partenariat de soutien mutuel. La première exposition individuelle de Louisa a lieu à la Jane Street Gallery de New York en 1948. Alors que son travail des années 1950 lui permet d'introduire des éléments d'expressionnisme, à partir des années 1960 et jusqu'à la fin de sa vie, elle  développe et affine l'idiome de la couleur franche, de la composition épurée et de l'exécution rapide pour lequel elle est surtout connue[réf. souhaitée].
Les peintures des trois dernières décennies de Louisa comprennent des paysages islandais, une série d'autoportraits et des natures mortes sur table. Les paysages comprennent souvent de charmantes représentations stylisées de chevaux et de moutons islandais. Elle reste citoyenne islandaise toute sa vie, les caractéristiques physiques de sa terre natale lui permettant de traiter avec audace les formes et la clarté de la lumière. Le poète John Ashbery décrit le résultat comme « la saveur, à la fois douce et astringente, qu'aucun autre peintre ne nous donne ».
En 1996, Louisa reçoit le prix culturel de la Fondation américano-scandinave et, en 1998, elle devient membre de l'Académie américaine des arts et des lettres. Elle meurt à Delhi, New York en 2000. Son travail est représenté dans de nombreuses collections publiques, notamment le Hirshhorn Museum and Sculpture Garden à Washington, DC et le [[Musée d'Art de Reykjavik|Reykjavík Art Museum[réf. souhaitée]]].
Louisa Matthíasdóttir meurt le 26 février 2000 à Delhi.

## Exposition
- 2011: From Unuhús to West 8th Street à Kjarvalstaðir, Reykjavík Art Museum